# Idéal Sportif Mostaganem
Pour les articles homonymes, voir ISM.
Maillots
Le Idéal Sportif Mostaganem (en arabe : مثالية رياضية مستغانم), plus couramment abrégé en IS Mostaganem, est un club algérien de football fondé en 1916 puis disapru en 1962, et situé dans la ville de Mostaganem.
Il évoluait au stade Bivouac de Mostaganem (actuellement stade des 5 martyrs).

## Histoire
L'Idéal Sportif Mostaganem est créée en 1916 dans la ville de Mostaganem, par des colons européens qui étaient des amateurs de sport et de football.
L'IS Mostaganem dispute la phase finale de la Coupe d'Afrique du Nord pour la première fois le 3 février 1935, en étant éliminée par l'US Marocaine,.

## Palmarès

### Section football
| Compétitions nationales |
| --- |
| - Ligue d'Oran de Football Association,: - Division d'honneur : - Vice-champion : 1936 - Division Promotion d'honneur : - Champion : 1935 - Vice-champion : 1951 - Coupe d'Afrique du Nord : - Demi-finaliste : 1952 |

### Classement en championnat d'Oranie par année
- 1920-21 : Promotion d'Honneur, ?e
- 1921-22 : Division d'Honneur Gr.Est, 4e
- 1922-23 :
- 1923-24 :
- 1924-25 :
- 1925-26 :
- 1926-27 :
- 1927-28 :
- 1928-29 :
- 1929-30 :
- 1930-31 :
- 1931-32 :
- 1932-33 :
- 1933-34 :
- 1934-35 : Promotion d'Honneur, 1re Champion
- 1935-36 : Division d'Honneur, 2e
- 1936-37 : Division d'Honneur, 8e
- 1937-38 : Division d'Honneur, 10e Joue les barrages et conserve sa place au DH
- 1938-39 : Division d'Honneur, 7e
- 1939-40 :
- 1940-41 :
- 1941-42 :
- 1942-43 :
- 1943-44 :
- 1944-45 :
- 1945-46 : Division d'Honneur, 4e
- 1946-47 : Division d'Honneur, 5e
- 1947-48 : Division d'Honneur, 12e
- 1948-49 : Promotion d'Honneur, ?e
- 1949-50 : Promotion d'Honneur, 5e
- 1950-51 : Promotion d'Honneur, 2e
- 1951-52 : Division d'Honneur, 5e
- 1952-53 : Division d'Honneur, 8e
- 1953-54 : Division d'Honneur, 10e
- 1954-55 : Division d'Honneur, 6e
- 1955-56 : Division d'Honneur, ?e
- 1956-57 : Division d'Honneur, ?e
- 1957-58 : Division d'Honneur, ?e
- 1958-59 : Division d'Honneur, ?e
- 1959-60 : Division d'Honneur, ?e
- 1960-61 : Division d'Honneur, 4e
- 1961-62 : Division d'Honneur, ?e

## Anciens joueurs
Quelques joueurs qui ont marqué l'histoire de l'idéal Sportif Mostaganem.
- Boumedienne Abderrhamane
- Célestin Oliver
- Christian Oliver
- Exposito Yves